# Scolecenchelys fuscogularis
Scolecenchelys fuscogularis is een straalvinnige vissensoort uit de familie van de slangalen (Ophichthidae). De wetenschappelijke naam van de soort is voor het eerst geldig gepubliceerd in 2013 door Hibino, Kai & Kimura.